# Fimiston Open Pit
Fimiston Open Pit (engelska: Super Pit gold mine) är en av de största  guldgruvorna i Australien. Gruvan är ett dagbrott som är 1,5 km brett och 3,5 km långt och mäter 360 meter djup. Gruvan producerar 20-24 ton guld årligen.
Den ligger i kommunen Kalgoorlie/Boulder och delstaten Western Australia, i den västra delen av landet, 2 600 km väster om huvudstaden Canberra och 600 km öster om Perth.
Terrängen runt Fimiston Open Pit är huvudsakligen platt. Fimiston Open Pit ligger nere i en dal. Närmaste större samhälle är Kalgoorlie-Boulder, 4,4 km nordväst om Fimiston Open Pit. 
Omgivningarna runt Fimiston Open Pit är i huvudsak ett öppet busklandskap. Trakten runt Fimiston Open Pit är nära nog obefolkad, med mindre än två invånare per kvadratkilometer.  Ett varmt stäppklimat råder i trakten.